# Judería de Segovia
La Judería de Segovia es un barrio de la ciudad española de Segovia que estuvo habitado por la comunidad hebrea al menos desde el siglo XII y hasta su expulsión mediante el Edicto de Granada promulgado por los Reyes Católicos en 1492. Constituyó en su momento una de las comunidades más ricas y pobladas de toda Castilla.

## Ubicación
Está ubicada al Sur de la ciudad, entre la antigua Sinagoga Mayor y las calles de Judería Vieja, Santa Ana, el Rastrillo, plazuela y calle del Socorro, Judería Nueva y Almuzara, aunque también existieron viviendas judías en las inmediaciones de la puerta de San Andrés. Su cementerio se encuentra en El Pinarillo, al otro lado del río Clamores.

## Historia
Tras las revueltas judías habidas en Burgos en 1391, parte de su comunidad se estableció en la ciudad, alrededor de la Sinagoga de Burgos, a la que dio nombre. Dentro de los acontecimientos más importantes habidos entre su comunidad destaca la acusación de intentar profanar la forma sagrada en el interior de la Sinagoga Mayor en el año 1410, por lo que este, su principal templo de culto, es incautado y entregado a la Iglesia católica.
En 1412 la reina Catalina de Lancaster, mujer de Enrique III de Castilla emitió una pragmática por la que ordenaba a los judíos de la ciudad a recogerse en las manzanas ubicadas tras el convento de la Merced, y en 1481 los Reyes Católicos decretaron que la comunidad fuese encerrada en su barrio, mediante la construcción de siete puertas con arcos de ladrillos.
Dentro de los personajes más destacados de su comunidad se encuentra Abraham Senior, almojarife y rabino mayor de Castilla.

## Galería

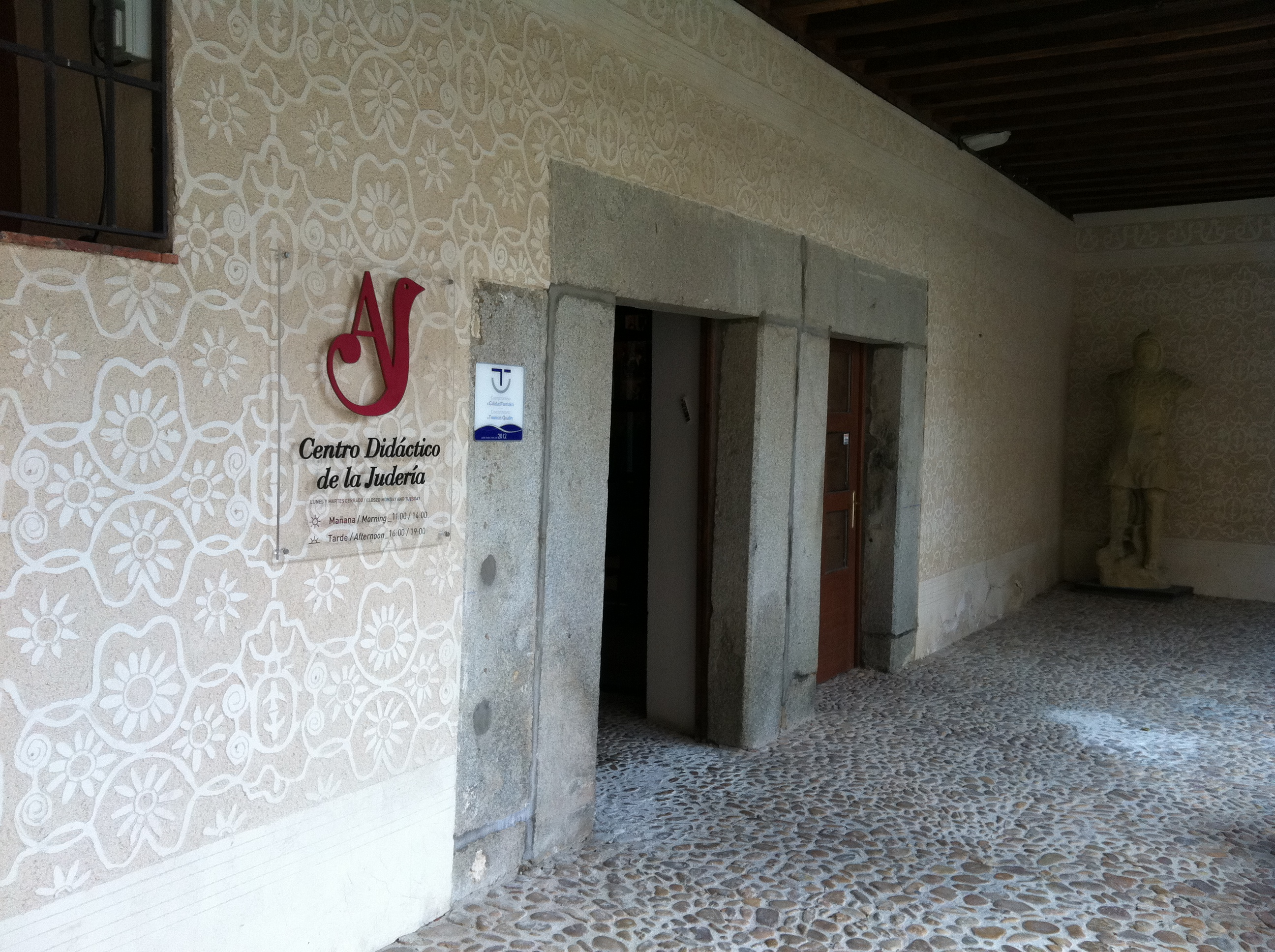
Centro Didáctico de la Judería de Segovia.
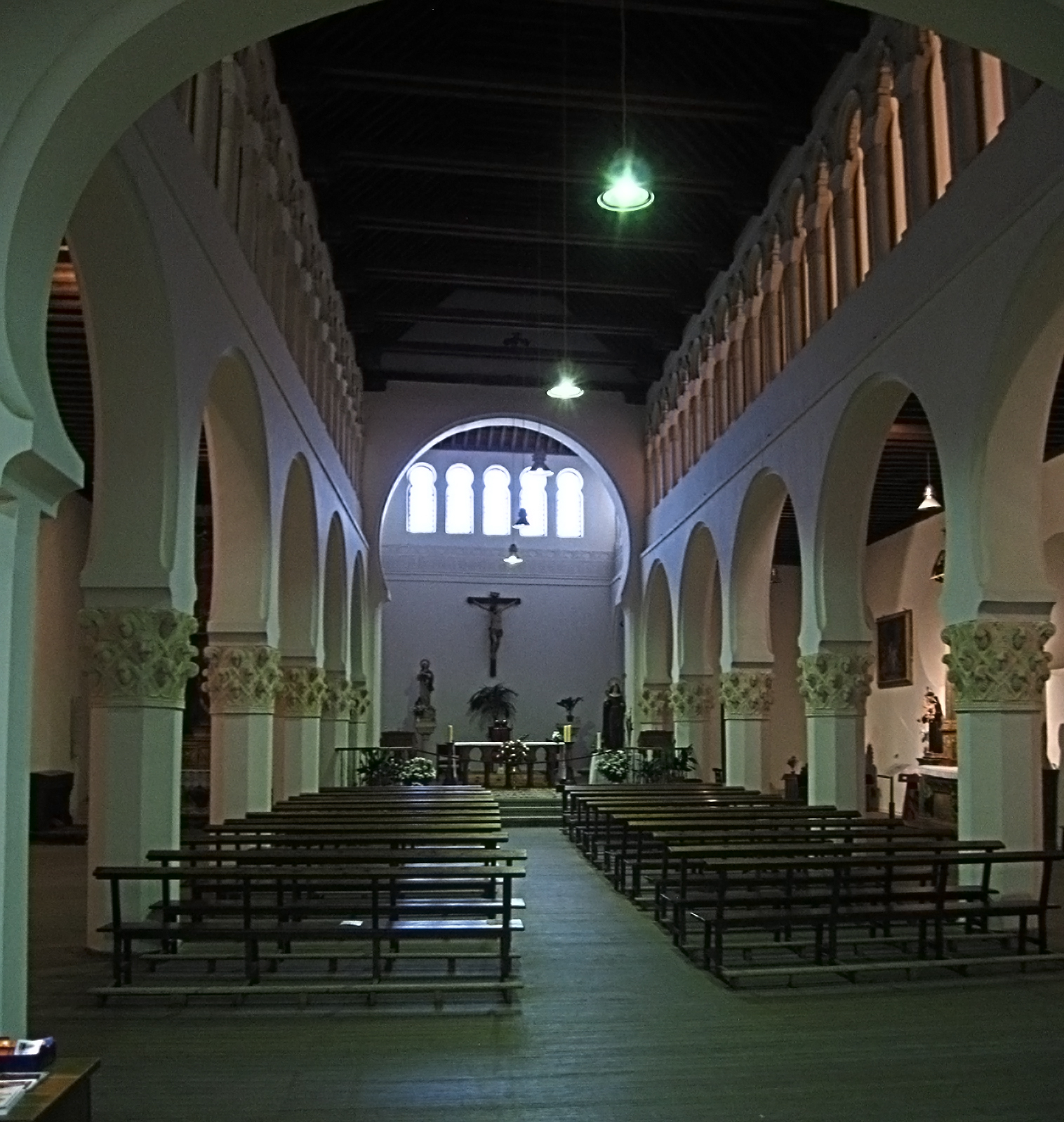
Interior de la antigua Sinagoga Mayor de Segovia, que fue incautada a los judíos en el año 1410 bajo la acusación de intentar profanar la sagrada forma en su interior. En la actualidad recibe culto católico bajo el nombre de iglesia del Corpus Christi.
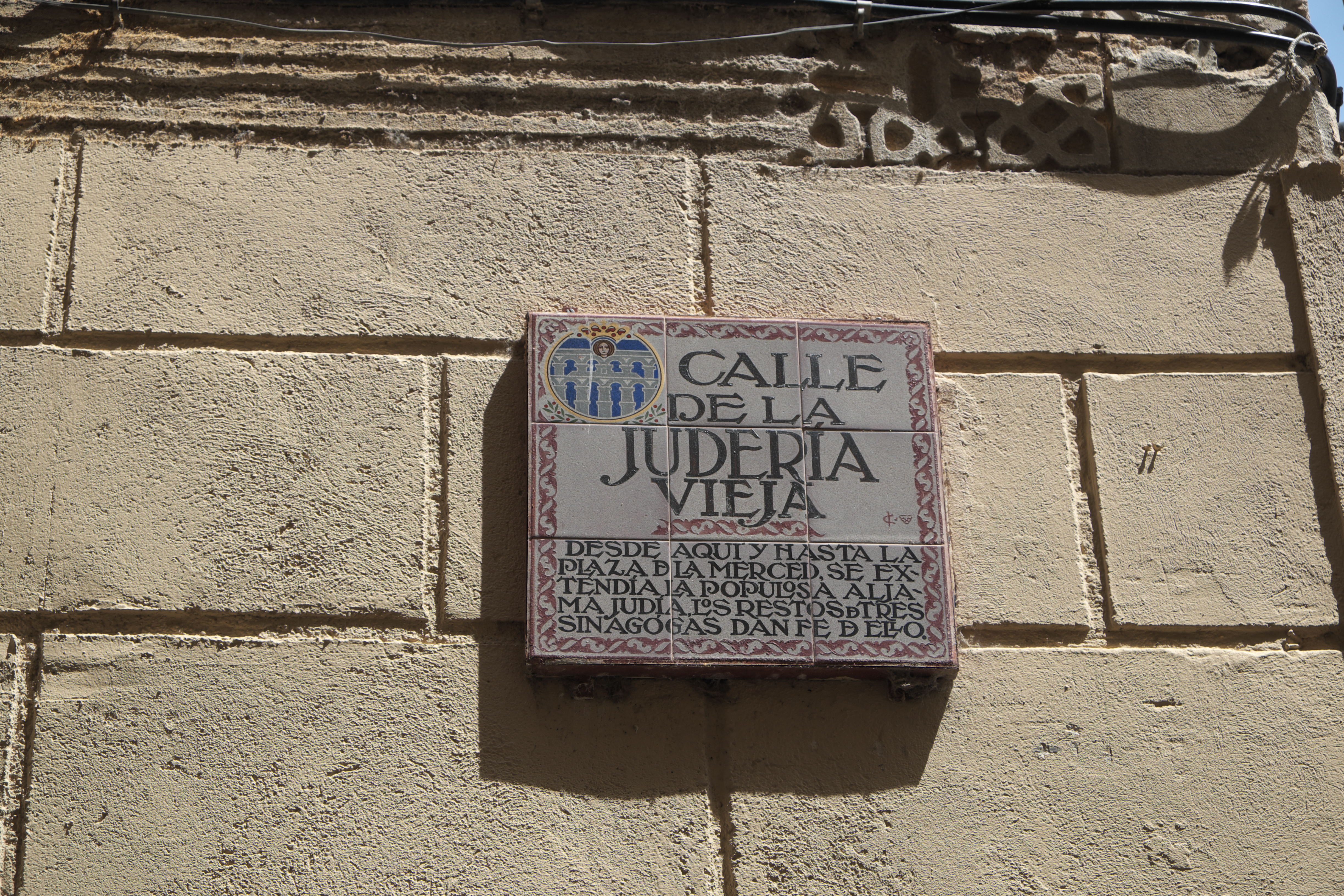
Calle de la Judería Vieja.
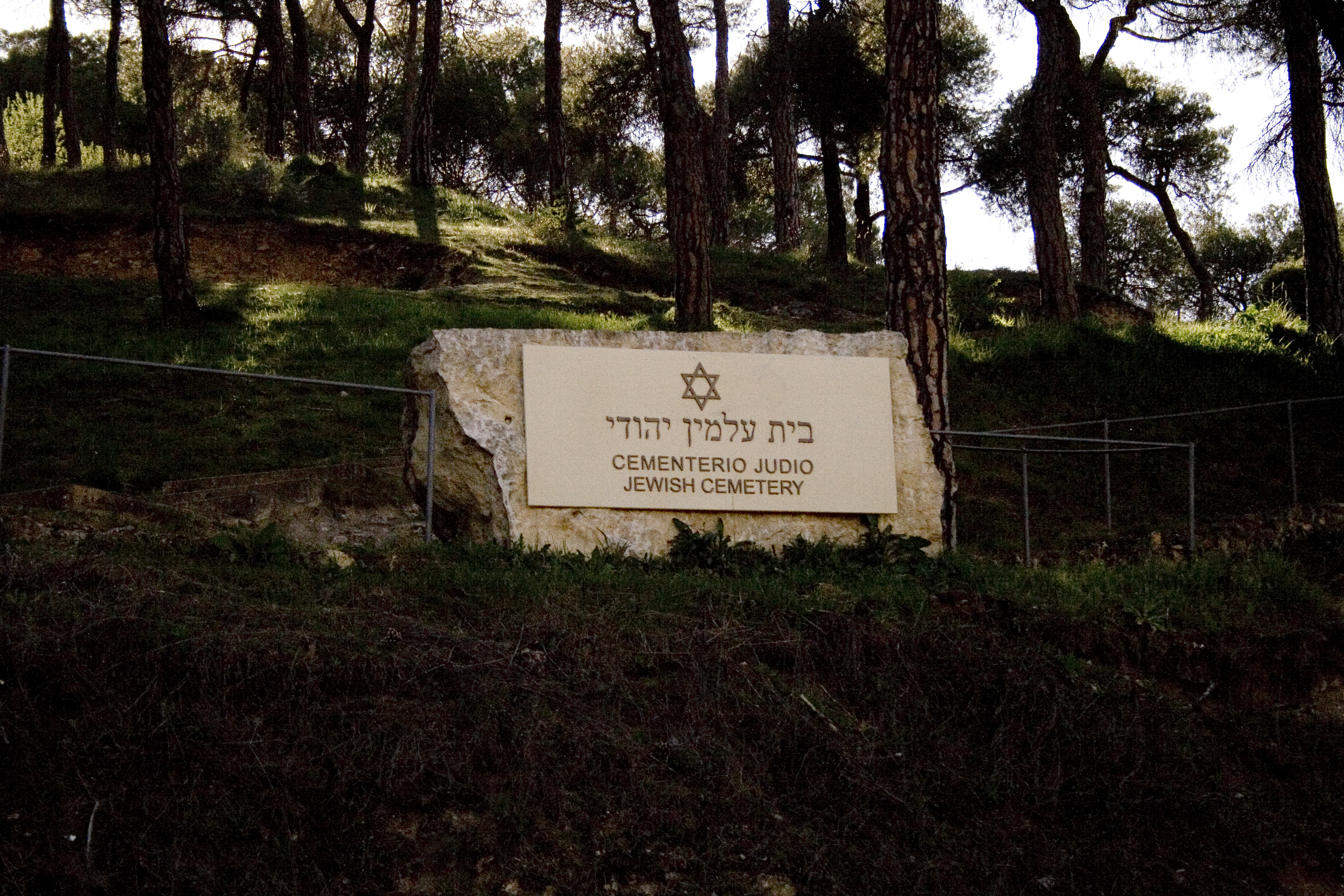
Cementerio judío.